# Luxemburgo nos Jogos Olímpicos
Atletas de Luxemburgo participaram de 28 edições dos Jogos Olímpicos da Era Moderna. O Comitê Olímpico Nacional de Luxemburgo, chamado de Comité Olympique et Sportif Luxembourgeois, foi fundado em 1912 e enviou seus primeiros atletas aos Jogos Olímpicos de Verão de 1912 em Estocolmo.
Recentemente, foi descoberto que Michel Théato, que competiu pela França nos Jogos Olímpicos de Verão de 1900, tinha nacionalidade luxemburguesa. Todavia,a medalha de ouro conquistada por Théato na maratona dos Jogos de Paris ainda é creditada à França pelo COI.

## Medalhistas
Luxembourg ganhou 4 medalhas olímpicas (um ouro e três pratas) em suas 28 participações olímpicas.
| Medalha          | Nome            | Jogos            | Esporte        | Evento                   |
| ---------------- | --------------- | ---------------- | -------------- | ------------------------ |
| Medalha de prata | Joseph Alzin    | 1920 Antwerp     | Halterofilismo | Peso Pesado              |
| Medalha de ouro  | Josy Barthel    | 1952 Helsinki    | Atletismo      | 1 500m masculino         |
| Medalha de prata | Marc Girardelli | 1992 Albertville | Esqui alpino   | Slalom gigante masculino |
| Medalha de prata | Marc Girardelli | 1992 Albertville | Esqui alpino   | Super-G masculino        |

## Jogos Olímpicos de Inverno
Luxemburgo participou pela primeira vez dos Jogos Olímpicos de Inverno em 1928, e participou de um total de 7 edições. Então, apesar de ter sido um dos primeiros países a participar, Luxemburgo participou de poucas edições dos Jogos. Nos 7 Jogos, Luxemburgo ganhou um total de duas medalhas, ambas de prata, conquistadas por Marc Girardelli em 1992.
Após a primeira aparição de Luxemburgo, em St. Moritz, e de sua segunda participação, nos Jogos de 1936 em Garmisch-Partenkirchen, Luxemburgo ficou sem participar das Olimpíadas de Inverno por 5 décadas. Por ser um país eminentemente plano, cujo pico mais alto (o Kneiff) está apenas 560 metros acima do nível do mar, Luxemburgo tem poucas vantagens na maioria dos esportes olímpicos de inverno.
Todavia,a naturalização de Marc Girardelli, um austríaco de nascimento e atleta do Esqui alpino, fez Luxemburgo retornar aos Jogos em 1988. Nas Olimpíadas seguintes,em 1992 em Albertville, Girardelli ganhou as duas primeiras medalhas olímpicas do país, conseguindo a prata no Slalom gigante e no Slalom Supergigante.
Nem Girardelli e nem outro atleta do país ganhou outra medalha de inverno desde 1992, mas o retorno do país ao cenário dos Jogos de Inverno foi mantido pela participação de 2 atletas da Patinação no gelo nas edições seguintes: Patrick Schmit em 1998 e Fleur Maxwell em 2006.